# Bewilder House
Bewilder House é um videogame independente dos gêneros escape room e survival horror, desenvolvido pela equipe Minoteam e lançado em 31 de agosto de 2013. É o único videogame que a equipe desenvolveu.
O jogo consiste em superar os níveis enquanto um palhaço malicioso espreita o jogador pelo caminho. No mesmo dia do lançamento deste jogo, um trailer do jogo foi publicado no Youtube no canal oficial da  Bewiler House  e no dia 8 de novembro de 2015 outro vídeo foi carregado no canal agradecendo os 200.000 jogadores que baixaram o jogo.
Em 11 de maio de 2020, o jogador Seaiter realizou um Speedrun deste videogame, o recorde foi de 5: 17,82 de duração.

## Jogabilidade
O jogo é jogado com as setas direcionais e com o m. As setas servem para se mover e o m funciona para quando o jogador está no lugar certo,
mas se não for o local correto, uma caixa vermelha aparecerá no local onde o jogador está e o jogador aparecerá em um local aleatório.

## História

### Níveis
O jogo começa com alguns sons de crianças conversando e então elas param e aparece uma cena do jogador se levantando em um lugar misterioso e depois de pegar um mapa ele desce
subir um piso íngreme para ir ao tutorial, que ajuda o jogador a aprender a mecânica do jogo. Depois de terminar o tutorial, o jogador
para entrar em um túnel e depois ir para o nível 2, o jogador cai em um chão há lugares com pisos móveis de listras vermelhas e amarelas e alguns tubos
com listras roxas e amarelas que também se movem, em alguns lugares aparecem armários roxos, o objetivo é apertar m quando o jogador estiver no lugar certo e
em cerca de 2 lugares, há algumas fotos de rostos lá para olhar para os olhos robóticos
Para levantar as cortinas vermelhas que cobrem as fotos e assim olhar melhor as fotos, elas servem para saber a que distância você está do lugar certo.
Depois de chegar ao lugar certo, um som de vitória aparecerá no mapa e o vapor aparecerá e 2 paredes se transformarão em cortinas vermelhas e 2 paredes se transformarão em paredes com retratos
dos lugares do nível anterior e uma parede central cairá, revelando uma entrada para um local onde existem novos níveis com uma mensagem de você venceu que significa que você venceu, depois que o jogador irá para o próximo nível em
Através de um túnel, um olho robótico aparecerá e também uma mensagem no centro que diz use seus olhos e aí você tem que olhar para os olhos robóticos para que o
portas de vidro e depois de passar para o outro site aparecerá um pôster com um palhaço perseguindo o desenho de um sujeito segurando um mapa, este desenho representa o jogador e acima deste
uma mensagem que diz o que o palhaço faz quando você não olha para ele. Depois de passar o nível 3, você deve ir novamente para o local central onde você entrou no outro nível para ir para
nível 4, que está localizado em uma porta verde que foi fechada anteriormente, então o jogador entrará em um local escuro com um piso cinza após entrar naquela porta verde e o jogador irá para o próximo nível.
Neste nível, que é o nível 4. Após completar o nível 4, os tabuleiros irão aparecer com setas apontando para cima com textos que dizem olhar que em espanhol significa olhar, mais tarde o jogador fará com que votem para deixar um buraco na luz.
em que você tem que cair para continuar com o jogo. Depois de passar de nível, você deve colocar o mapa antigo em um lugar para colocar os mapas e então entrar em um carrinho e ir para o próximo nível. Depois de passar por uma montanha-russa, você irá para
Próximo nível, após completar este nível, o jogador irá voltar ao lugar central, pegar um novo mapa e viajar por uma língua que estava na cabeça do palhaço que estava anteriormente.

### Fim
Depois de passar pela língua da cabeça branca do palhaço, a tela escurece e surgem sons de risos de crianças, em seguida aparece o logo da Bewilder House e aparecem os créditos das pessoas que trabalharam no jogo.

## Personagens
O palhaço é o principal antagonista do jogo, não se sabe o nome desse personagem, mas se seu criador for conhecido, esse personagem foi modelado e programado por Alexis Sarremejane.
Ele aparece no nível 3 e no nível 4, ele o segue enquanto você não o olha nos olhos e se dirige ao jogador pulando com um som de buzina.
Ele usa cabelos azuis, um rosto branco, típico de um palhaço,
um sorriso maligno pintado de roxo nos lábios, uma mancha amarela acima do olho direito e uma mancha verde no olho esquerdo um nariz redondo vermelho, uma gravata-borboleta azul no peito, uma roupa roxa, camisa
com listras laranja e amarelas e sapatos amarelos e vermelhos, ele no nível 4 quando você chega perto de um balão laranja ele corre até o balão laranja e se o palhaço chega ao
jogador, o jogador morrerá instantaneamente caindo com uma cena onde a mão do jogador é vista.

## Objetos e obstáculos
Os mapas funcionam para conhecer os objectivos a cumprir, embora não sejam utilizados para se orientar no mapa e para se orientar tem que usar a memória.
As caixas de rosto funcionam para saber o quão perto ou longe você está do lugar certo para ir e é apenas no segundo nível.
Os olhos robóticos são usados para algumas funções, no nível 2 eles funcionam para levantar as cortinas vermelhas que cobrem os quadrados dos rostos, no nível 3 eles são usados para abrir o
portas e também para elevar a plataforma amarela com listras vermelhas, no nível 5 servem para parar as plataformas móveis com listras amarelas e azuis.
As luzes são um obstáculo que faz com que o jogador fique cego e apareça uma tela branca que desaparece após um tempo e depois disso o jogador
aparece em um lugar aleatório,
No nível 5, em vez de aparecer em um lugar aleatório, ele aparece no segundo estágio do nível.
Os balões funcionam da mesma forma que as fotos de rostos, servem para saber a que distância você está do local correto que aparece no mapa, estes
Balões como caixas de rosto só aparecem em um único nível e aparecem no nível 4.
As plataformas móveis são um obstáculo que possui listras azuis e amarelas, aparecem no nível 5 e deslocam o jogador e fazem com que ele caia e
Você tem que ver os olhos robóticos para fazê-los parar.
O trampolim é vermelho e tem um texto que diz up que significa up em espanhol, é usado para atacar a primeira parte do nível 5.

## Elenco de voz
As vozes das crianças são interpretadas por marissa marie rangel tanto as que soam no início como as que soam no final da brincadeira.

## Música
A música para este jogo foi composta por alexandre papiachvili e existem apenas 2 temas que são usados durante o jogo, o primeiro tema chamado "tema de circo" é
usado no segundo nível e também nos créditos finais e o segundo tema chamado "olhos robóticos" é usado no quinto nível do jogo.

### Composições
- Tema de circo
- Olhos robóticos